# Maják Tourlitis
Maják Tourlitis (řecky Φάρος Τουρλίτης, Faros Tourlitis) je postaven na malém skalnatém ostrově Tourlitis v přístavní zátoce města Andros na kykladském ostrově Andros v Řecku. Od své rekonstrukce v roce 1994 je jednou z hlavních památek města.

## Historie
Maják byl postaven Řeky na nejsevernějším cípu Kykladských ostrovů na osamocené skále Tourlitis asi 200 m od pobřeží nedaleko hradu Andros. Stavba byla zahájena v roce 1887 a maják uveden do provozu 1. ledna 1897. Byl prvním automatizovaným majákem v Řecku. V roce 1943 při německém náletu byl maják zničen. V roce 1950 byl na místě věže postaveno jednoduché lešení s automatizovanou acetylénovou lampou. V letech 1990–1994 byla postavena replika majáku na náklady řeckého lodního magnáta Alexandrose Goulandrise a jeho ženy Marietty. Stavba byla věnována památce jejich zemřelé dcery Violanty. Maják je činný, přístupný pouze z moře, vstup na maják není možný.

## Popis
Původní maják postavený v letech 1887–1897 byl vysoký sedm metrů, světelný zdroj byl ve výšce 36 m n. m., dosvit byl 11 nm. Stavební materiál byl dovezen ze severního Epirusu.
Obnovený maják je kamenná kruhová věž s ochozem a lucernou. Výška stavby je sedm metrů, výška světelného zdroje je 19 m n. m., dosvit šest námořních mil. Na stavbu byl použit bílý kámen, lucerna je natřena na bílo.  Přístup k majáku vede z moře po točitých schodech vytesaných ve skále.

### Data
Charakteristika: Fl (2) W 15s (Dva záblesky bílého světla v intervalu patnácti sekund)
ARLHS: GRE127
Admirality: N4334
NGA: 113-15680

## Filatelie
Dne 21. srpna 2009 vydala Řecká pošta zvláštní sérii známek s názvem Majáky Řecka (maják:Didimi Is, Tourlitis, Chania, Korakas Paros, Strongyli), na známce v hodnotě 0,57 centů je vyobrazen maják Tourlitis. Série se skládá celkem z pěti hodnot 0,01 €, 0,57 €, 0,70 €, 1,00 € a 4,20 € a zobrazuje pět ze 120 tradičních řeckých majáků.